# آدری کیچینگ
آدری لین کیچینگ (به انگلیسی: Audrey Lynn Kitching؛ زادهٔ ۲۶ ژوئیهٔ ۱۹۸۵) فشن بلاگر، مانکن و طراح مد و فشن آمریکایی می‌باشد. وی در دههٔ ۲۰۰۰ به‌عنوان یکی از ملکه‌های سین شناخته می‌شد؛ چرا که از طریق محبوبیتی که در وب‌سایت‌های مای‌اسپیس و لایو ژورنال به‌دست آورد، شهرت زیادی کسب کرد.